# Río Meruelo
El río Meruelo es una corriente fluvial que baña parte de la comarca de El Bierzo en León, España. Pasa por los municipios de Molinaseca y Ponferrada. Su nacimiento se debe a la confluencia  de los arroyos Compludo y Carracedo y Prada aguas arriba de la población de Molinaseca. Tiene un recorrido de 15,4 km y desemboca en el río Boeza a la altura del embalse de Montearenas en el municipio de Ponferrada. Pascual Madoz en su obra del siglo XIX Diccionario geográfico-estadístico-histórico de España y sus posesiones de Ultramar, en la sección dedicada a Molinaseca dice «... [Molinaseca] no deja de tener alguna vega de buena calidad que fertilizan las aguas de un arroyo sin nombre que nace en las fuentes de Rabaneda y se une al Boeza.»  Sobre el río Meruelo se alza en la ciudad de Molinaseca un puente medieval conocido como puente de los peregrinos en plena ruta del Camino de Santiago francés.

## Curso y afluentes

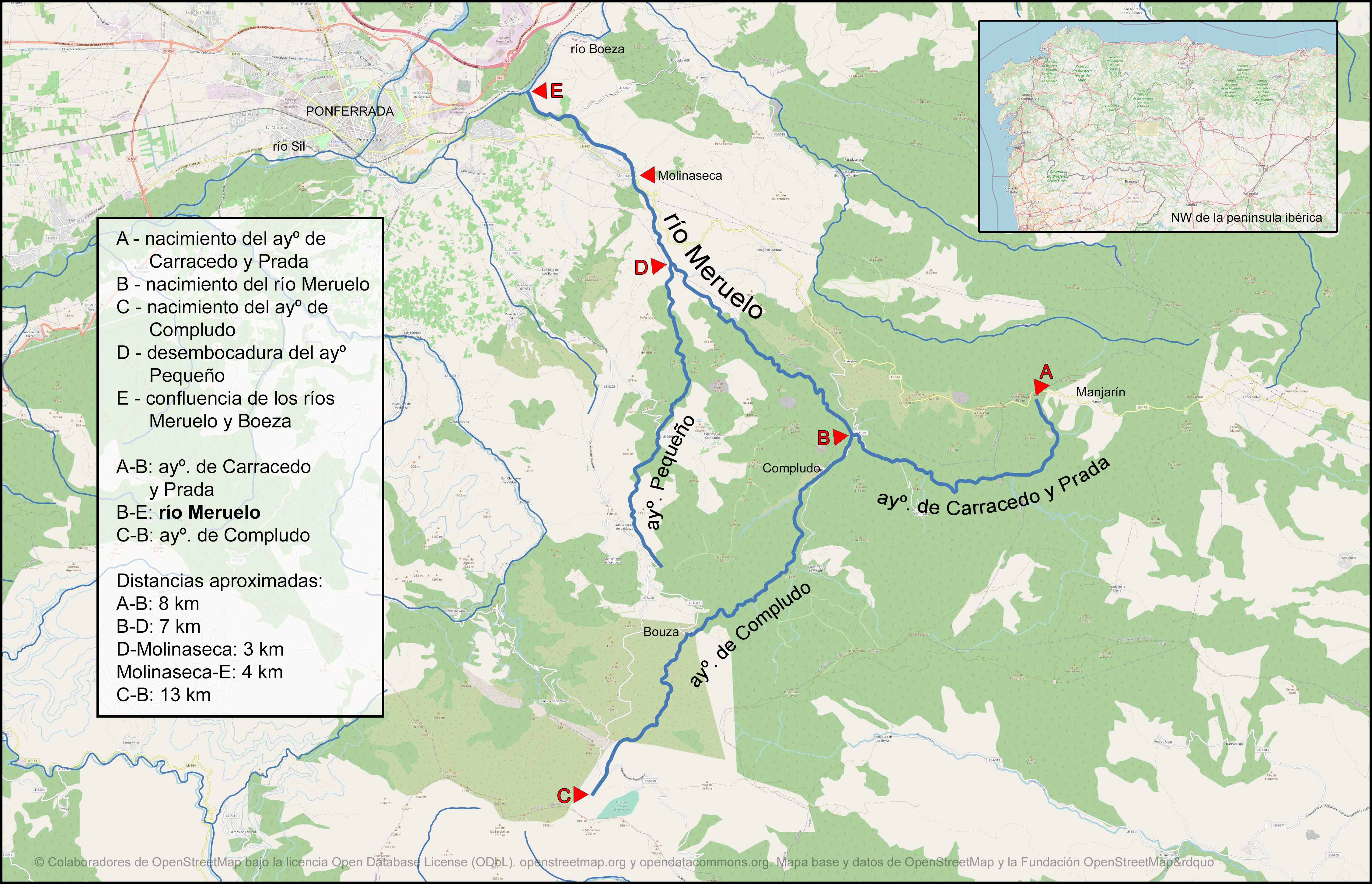
Curso del río Meruelo desde su nacimiento a su desembocadura

El río Meruelo forma parte del sistema hidrográfico del Ayuntamiento de Molinaseca que se orienta hacia el río Boeza junto con el Paradasolana; este último recibe a su vez los regueros del Vendañuelo, Tejedas, Fuenteporqueiro y Valleazores.
El Meruelo recibe en el primer tramo los arroyos: Grande, Pequeño, Las Presas; más abajo recibe los de Valdefamelgo, Valdecarrizo y Santa Catalina.
Según la Confederación Hidrográfica del MIño-Sil, los afluentes del Meruelo son, desde la cabecera a la desembocadura, por la margen derecha: los arroyos Miera, de Prado Poyal, de Presas, de Prado del Mango, del Plantío, de la Pretadura, reguera de Santa Catalina, arroyos de Valdecarrizo, de Pericalvo, de la Viñuela y de Valdefamelgo; y por la margen izquierda: arroyos Pequeño y de la Ardecilla.

## Geología
En su primer tramo, y también en sus dos cauces de cabecera, el río recorre cuarcitas, pizarras, areniscas y limotitas del Cámbrico al Ordovícico —de hace unos 500 millones de años—.
Pasada Molinaseca, a través de una terraza baja del Cuaternario —de 3 millones de años a nuestros días—, atraviesa una franja de conglomerados, areniscas, lutitas, calizas y yesos del Oligoceno Superior y Mioceno Inferior —de hace unos 30 millones de años—.
Ya en el embalse de Montearenas transcurre por materiales granitoides biotíticos del Carbonífero y Pérmico —de hace unos 300 millones de años—.

## Flora y fauna

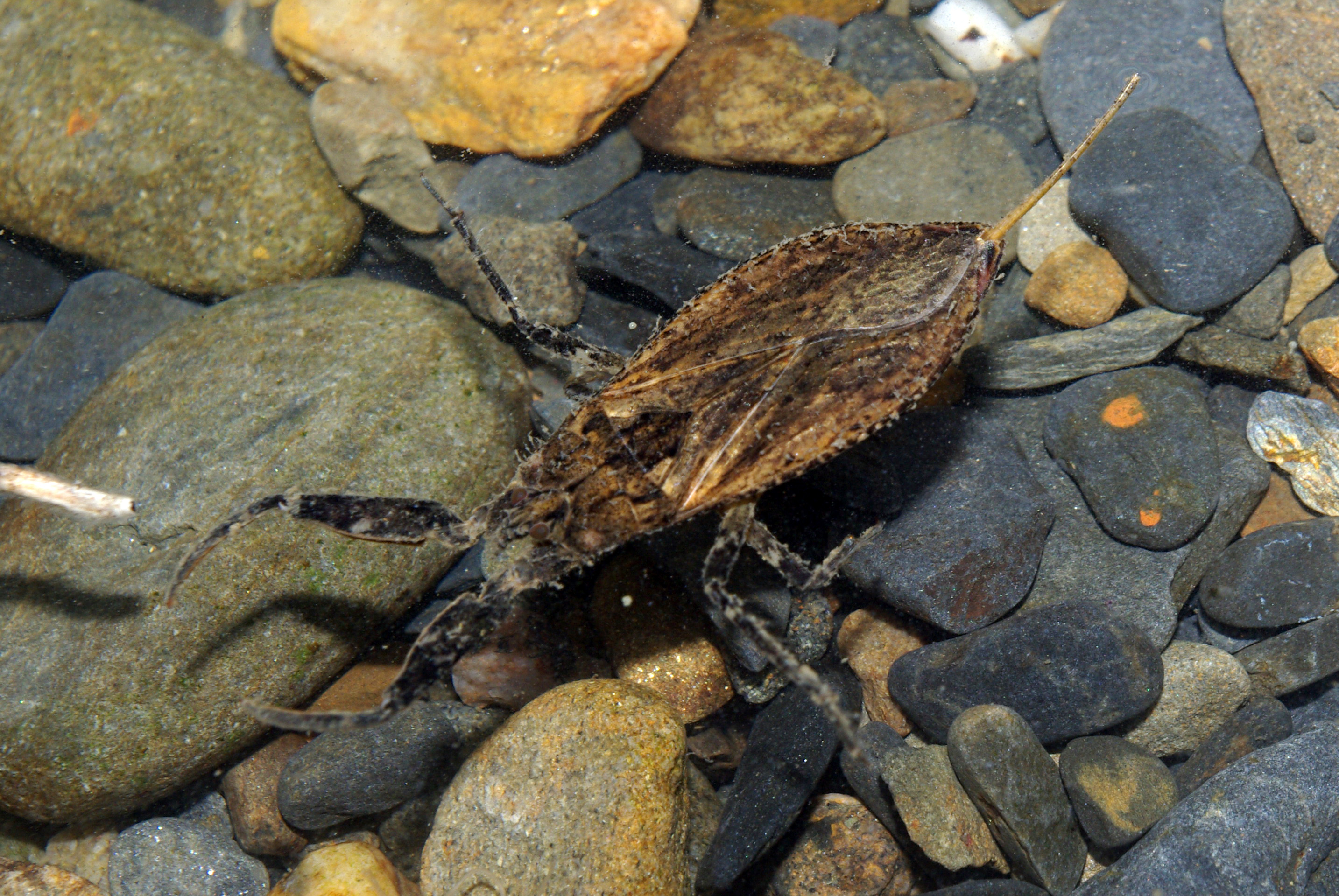
Escorpión de agua (Nepa cinerea), un hemíptero típico de río

Desde la confluencia de los dos ríos de cabecera hasta la localidad de Molinaseca el valle del Meruelo es angosto, en V, sin apenas presión humana. El bosque de ribera que acompaña al cauce está bien conservado y se compone fundamentalmente de diferentes especies de sauces, alisos, y fresnos. Aguas abajo de la localidad de Molinaseca y hasta su desembocadura en el embalse de Montearenas, el valle se abre y en él se asientan numerosas poblaciones e industrias. El bosque de ribera desaparece casi por completo, siendo sustituido por cultivos de chopos.
Como en cualquier otro río, son numerosas las especies de invertebrados que pasan su vida total o temporalmente entre los guijarros del fondo del río, en sus orillas, entre las ramas y raíces sumergidas, de forma libre en el agua o en su superficie. 
Entre los insectos cuya forma larvaria se desarrolla en el agua se pueden encontrar efemerópteros (efímeras), plecópteros, dípteros (moscas), tricópteros u odonatos (libélulas). Otros insectos son acuáticos también en la vida adulta, como coleópteros (escarabajos) y hemípteros (zapateros, escorpiones de agua). Además, habitan estas aguas arácnidos como ácaros y otros grupos taxonómicos como oligoquetos (lombrices) e hirudíneos (sanguijuelas).
La fauna íctica está únicamente representada por la trucha común, aunque hasta principios del siglo XXI hubo también anguilas y bogas.